# Philippe II (roi d'Espagne)
Pour les articles homonymes, voir Philippe II.
Philippe II (en espagnol Felipe II), né le 21 mai 1527 à Valladolid et mort le 13 septembre 1598 au palais de l'Escurial, est le fils aîné de Charles Quint et d'Isabelle de Portugal. Il hérite du duché de Milan en 1540, vacant depuis la mort de François II Sforza. Entre 1554 et 1556, son père commence à abdiquer progressivement ses différents titres, Philippe devient alors roi des Espagnes, de Naples et de Sicile, ainsi que souverain des Pays-Bas. Il devient également roi de Portugal et des Algarves en 1580 à la suite de l'extinction de la maison d'Aviz, réunissant ainsi les couronnes ibériques sous son autorité. Il est roi jure uxoris d'Angleterre de 1554 à 1558 par son mariage avec Marie Tudor.
En tant que roi d'Espagne, il est à la tête des possessions espagnoles d'outre-mer, principalement en Amérique, qui lui assurent des ressources considérables, grâce aux mines d'argent du Mexique et du Pérou.
Se voulant le défenseur de la religion catholique, Philippe II connaît un succès majeur dans la lutte contre les Ottomans musulmans avec la victoire de Lépante en 1571. En revanche, la lutte qu'il mène contre le protestantisme connaît plusieurs échecs.
Son règne est en effet marqué par le soulèvement des Pays-Bas à partir de 1566-1568, qui aboutit en 1581 à la sécession des Provinces-Unies, bastion du calvinisme, dont son armée limite l'ampleur par la reconquête d'Anvers en 1585, sans pouvoir reconquérir les sept provinces du nord, notamment la Hollande et la Zélande ; puis par la guerre contre l'Angleterre qui débute en 1585 lorsque la reine Élisabeth décide de s'allier avec les Provinces-Unies, en raison justement de cette reprise d'Anvers.
Simultanément, Philippe II intervient en France, alors en proie aux guerres de religion (1562-1598), notamment durant la huitième (1584-1598), pendant laquelle il soutient la Ligue catholique contre l'héritier présomptif de Henri III, le protestant Henri de Navarre. Celui-ci, soutenu par les protestants, mais aussi par de nombreux catholiques modérés (Montaigne notamment), devient pourtant roi de France en 1589, après qu'un moine fanatique a assassiné Henri III, et réussit à s'imposer face aux ligueurs et à l'armée espagnole, qui occupe une partie de la Bretagne, obligeant Philippe à signer le traité de Vervins (2 mai 1598), après avoir établi un régime de tolérance religieuse par l'édit de Nantes (avril 1598). Ce nouvel échec met fin à tout espoir de reconquérir les Provinces-Unies.
La mémoire de Philippe II est entachée par une légende noire, qui est pour une part le résultat de la propagande de ses ennemis protestants.

## Biographie

### Jeunesse et formation (1527-1539)

#### Origines familiales
Son père, Charles Quint (1500-1558), héritier de quatre maisons souveraines (les dynasties de Castille, d'Aragon, de Valois-Bourgogne et de Habsbourg) est l'homme le plus puissant d'Europe occidentale : depuis 1516 roi de Castille et d'Aragon (héritage des Rois catholiques et de sa mère Jeanne la Folle), et détenteur de leurs possessions, notamment dans le Nouveau Monde, il est aussi souverain des Dix-Sept Provinces des Pays-Bas depuis 1516 (héritage de son père Philippe le Beau, petit-fils du duc de Bourgogne Charles le Téméraire), chef de la maison de Habsbourg depuis 1519 (héritage de son grand-père, l'empereur Maximilien d'Autriche) et est enfin élu lui-même empereur en 1520, sous le nom de Charles Quint (Charles V).
La mère de Philippe est la fille du roi de Portugal Manuel Ier (1469-1521), l'infante Isabelle (1503-1539), que Charles Quint a épousée en 1526.
Avant de se marier, Charles Quint a eu une fille d'une Flamande, Jeanne van der Gheynst : Marguerite (1522-1586), future duchesse de Parme, née à Audenarde et élevée aux Pays-Bas à la cour de Marguerite d'Autriche (tante de Charles Quint), puis de Marie de Hongrie (sœur de Charles Quint).
Philippe aura encore deux sœurs légitimes Marie (1528-1603), et Jeanne (1535-1573), toutes deux nées à Madrid, et un demi-frère beaucoup plus jeune, fils de l'Allemande Barbara Blomberg, Juan d'Autriche (vers 1545-1578), né à Ratisbonne.

#### Naissance et baptême
Philippe naît dans le palais du marquis de Tavara (es), à Valladolid, en Vieille-Castille.
Il reçoit le titre de « prince des Espagnes » (principe de las Españas).
Sa naissance est célébrée par plusieurs jours de fêtes et de joutes interrompues par la nouvelle du sac de Rome[réf. nécessaire] par les armées de l'empereur. Il est porté sur les fonts baptismaux par Henri III de Nassau-Breda, par le duc de Bejar et par sa tante, Éléonore de Habsbourg, sœur de Charles Quint ; selon la tradition, on lui donne pour nom de baptême celui de son grand-père paternel, Philippe le Beau (mort prématurément en 1506).

#### Éducation
Il reçoit une éducation soignée. Le gouverneur de la maison du prince, qui supervise son éducation, est don Juan de Zúñiga, grand commandeur de l'ordre de Santiago. Sa formation intellectuelle et morale est confiée à plusieurs précepteurs : le mathématicien Pedro Sanchez Ciruelo, l'humaniste Juan Ginés de Sepúlveda, le recteur de l'université de Salamanque, Fernán Pérez de Oliva, le futur archevêque Juan Martínez Silíceo. Charles Quint propose même ce poste au plus grand humaniste du temps, Érasme, qui décline la proposition.
Le prince apprend les langues en usage dans ses futurs États : l'espagnol, le portugais, l'italien et le français, dans lequel il avait cependant des réticences à s'exprimer en raison de son fort accent, ainsi que le latin, langue de l'Église catholique et des humanistes. Dans l'ensemble, sa formation est principalement espagnole, malgré les pages italiens et néerlandais qui l'entourent.
Son précepteur Juan de Zúñiga prend soin de lui faire pratiquer les exercices considérés à l'époque comme nécessaires à un noble : la chasse, la joute équestre, la musique et la danse. Philippe II aimait, semble-t-il, tout particulièrement la chasse et la joute, quoiqu'il ne brillât guère à cet exercice[réf. nécessaire]. Autre point essentiel : la pratique quotidienne du lourd cérémonial de cour de ses ancêtres ducs de Bourgogne, importé des Pays-Bas par son père (Charles Quint, né à Gand, a été élevé à la cour de Bruxelles).

### Le prince (1539-1555)

#### Débuts dans le gouvernement (1543-1545)
Philippe fait ses premières armes dans le gouvernement en 1543, à seize ans, comme régent en l'absence de son père.
À la suite de la révolte des Communautés de Castille (1520-1521), Charles Quint a pris l'habitude, quand il doit quitter l'Espagne, de désigner un membre de sa famille comme régent. Jusqu'à sa mort en 1539, c'est son épouse Isabelle de Portugal qui a été choisie ; en 1543, l'empereur attribue cette fonction à Philippe, mais comme il n'a que 16 ans, il installe à ses côtés un conseil de régence présidé par le chancelier et inquisiteur général Juan Pardo de Tavera. L'empereur donne en outre des instructions précises à Juan de Zúñiga pour guider son fils dans cette première responsabilité.

#### Premier mariage: Marie Manuelle de Portugal (1543-1545)
Pour renforcer ses liens avec le Portugal, l'empereur, veuf d'Isabelle de Portugal, marie son fils, à peine âgé de 16 ans, à l'infante Marie Manuelle (1527-1545). Les fiancés, issus de mariages entre deux fratries, sont doublement cousins germains. Le mariage a lieu le 12 novembre 1543 à Salamanque.
Marie-Manuelle meurt deux ans plus tard, quelques jours après avoir donné le jour à un garçon, don Carlos (1545-1568), au destin assez pitoyable.

#### Duc de Milan (1546) et héritier présomptif des Pays-Bas (1549)
En 1546, Philippe est officiellement placé à la tête d'un État, le duché de Milan.
Depuis la mort de François II Sforza en 1535, le duché est en effet vacant et, en tant que fief impérial, est retourné à l'empereur, qui doit désigner un nouveau duc. Philippe a été investi secrètement dès 1540, mais sans pouvoir contrôler la situation.[pas clair] Charles Quint a retardé sa décision afin de disposer de ce fief en cas de nécessité diplomatique. Au bout de dix ans de temporisation, avec des projets d'investiture à un de ses neveux autrichien, ou de dotation d'une de ses filles pour épouser un fils du roi de France, l'empereur choisit, de façon inattendue, d'investir officiellement son fils.
Philippe visite le duché deux ans plus tard (1548), laissant la régence espagnole à sa sœur Jeanne (1537-1573).
Après l'Italie, il passe par le Saint-Empire puis arrive en 1549 aux Pays-Bas, dont Charles Quint détient dix-sept provinces, regroupées depuis 1512 avec le comté de Bourgogne dans le cercle de Bourgogne. Cette même année 1549, Charles Quint donne à ce cercle des institutions spécifiques au sein de l'Empire, par une Pragmatique Sanction, en même temps qu'il désigne Philippe comme son successeur aux Pays-Bas.

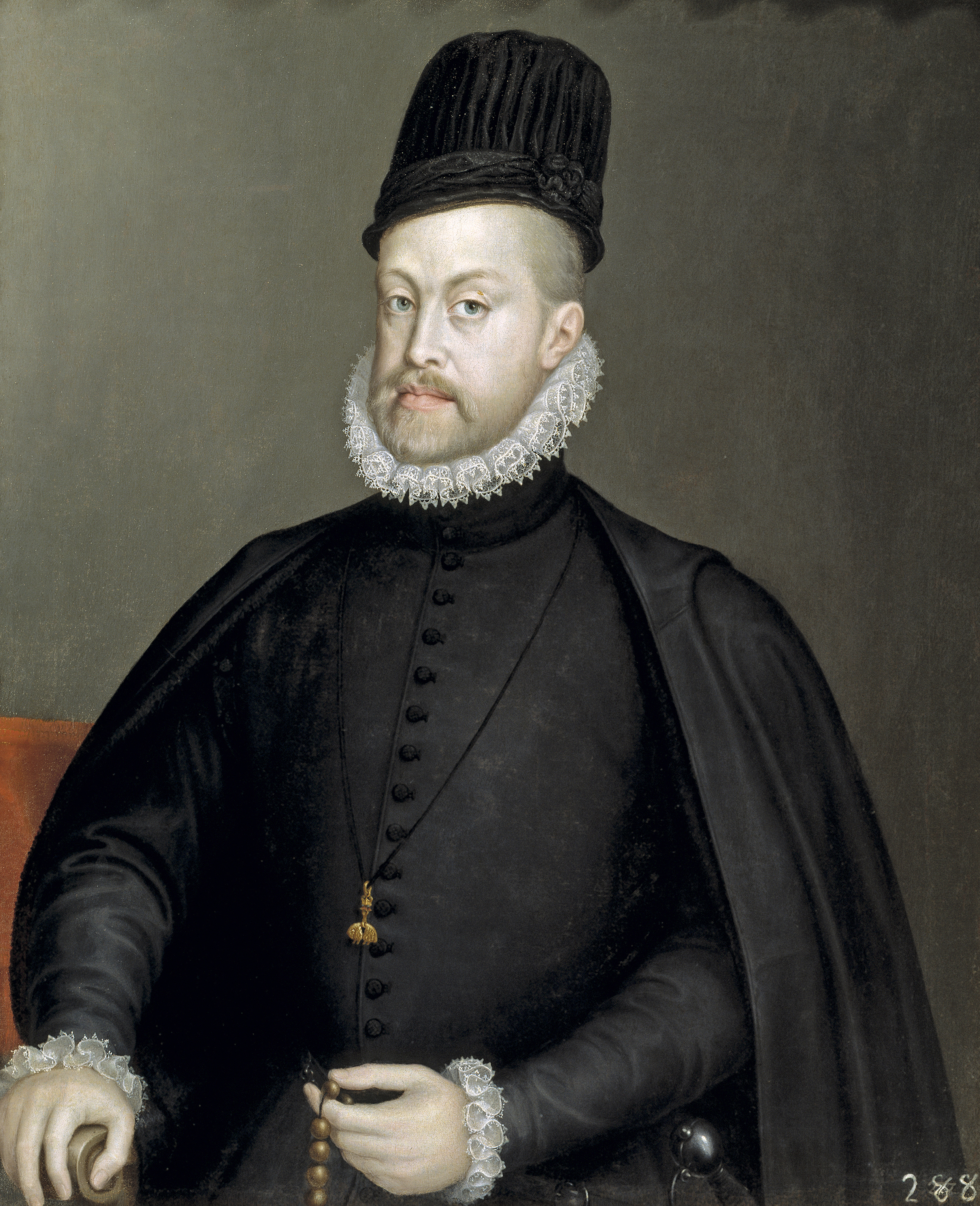
Sofonisba Anguissola, Philippe II, 1565-1573, huile sur toile, 88 72cm, musée du Prado.

Pour les cousins autrichiens de Philippe, qui ont déjà dû renoncer à leurs espoirs milanais, c'est une déconfiture de plus. L'archiduc Maximilien, fiancé à l'infante Marie, sœur de Philippe, avec une possible dotation dans l'héritage des ducs de Bourgogne, est ainsi privé de toute espérance à l'ouest de l'Europe.

#### Deuxième mariage: Marie Tudor (1554-1558)
Philippe est donc désormais prince des Espagnes, héritier des possessions bourguignonnes des Habsbourg et duc de Milan.
En 1553, Charles Quint décide de le marier avec la reine d'Angleterre Marie Tudor (1516-1558), fille de Catherine d'Aragon, dont Henri VIII a divorcé en 1533, se séparant alors de l'Église catholique, le pape ayant refusé l'annulation du mariage. Comme sa mère, Marie Tudor est une fervente catholique. Marie accède au trône d'Angleterre en juillet 1553, succédant à Édouard VI, protestant convaincu.
Afin que les deux époux soient sur un pied d'égalité, Charles cède à son fils en 1554 le royaume de Naples (possession de la couronne d'Aragon), ainsi que le titre de « roi de Jérusalem ».
Le mariage a lieu le 25 juillet 1554 dans la cathédrale de Winchester. Le contrat de mariage donne à Philippe des droits honorifiques en tant que roi consort, mais exclut toute alliance automatique avec Charles Quint et toute nomination d'Espagnols (ou autres sujets de Charles Quint) en Angleterre.
Le règne difficile de Marie, violemment critiquée par les calvinistes, comme l'Écossais John Knox, prend fin assez vite, sans qu'elle ait eu d'enfant. C'est la fille d'Anne Boleyn (exécutée en 1536), Élisabeth, qui lui succède.

### Roi d'Espagne

#### Abdication de Charles Quint
- Territoires régis par le Conseil de Castille
- Territoires régis par le Conseil d'Aragón (es)
- Territoires régis par le Conseil de Portugal (es)
- Territoires régis par le Conseil d'Italie
- Territoires régis par le Conseil des Indes
- Territoires régis par le Conseil de Flandre, y compris le territoire sécessioniste des Provinces-Unies.

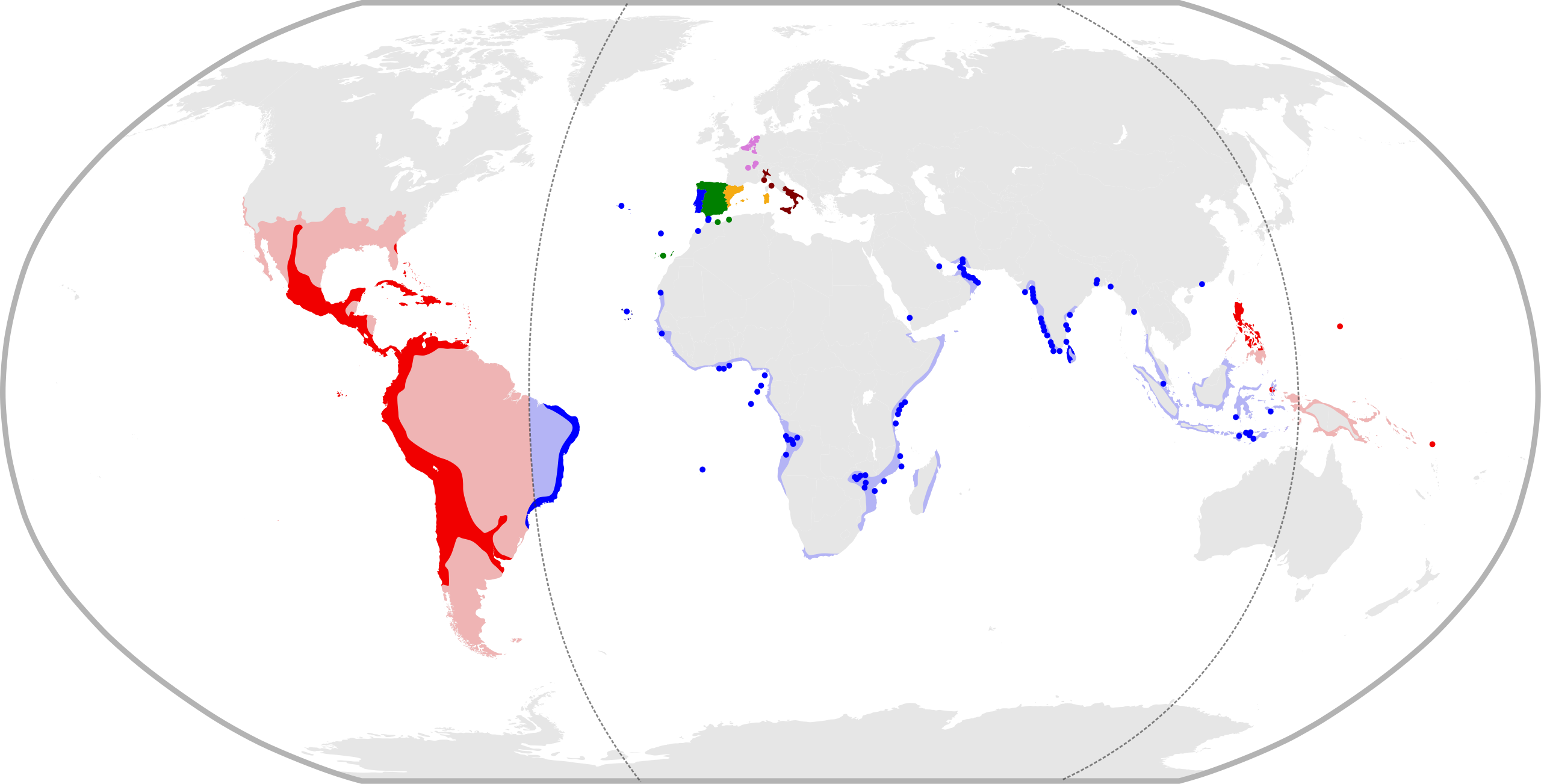
Possessions de Philippe II en 1598 :
Territoires régis par le Conseil de Castille
Territoires régis par le
Territoires régis par le
Territoires régis par le Conseil d'Italie
Territoires régis par le Conseil des Indes
Territoires régis par le Conseil de Flandre, y compris le territoire sécessioniste des Provinces-Unies.
Les méridiens indiqués en gris clair sont les lignes définies par les traité de Tordesillas et de Saragosse, séparant la zone dévolue à la colonisation espagnole (en rouge) et la zone portugaise (en bleu), à l'exception des Philippines.

Le 25 octobre 1555, Charles Quint abdique solennellement, dans la grande salle du palais du Coudenberg à Bruxelles, de sa souveraineté sur le domaine héréditaire des ducs de Bourgogne. Philippe obtient ainsi la souveraineté sur les Pays-Bas et le comté de Bourgogne. Trois jours auparavant, Charles Quint lui avait également transmis la place de chef et souverain de l'ordre de la Toison d'or.

#### Accession au trône
Quelques mois plus tard, le 16 janvier 1556, Philippe devient également roi des Espagnes et de leurs dépendances en Méditerranée et aux Amériques.

#### Règne et politique
Son père conserva la couronne impériale jusqu'à sa mort en 1558, quoiqu'il ait envoyé une lettre aux électeurs du Saint-Empire et à Ferdinand de Habsbourg, roi de Germanie, leur ordonnant de considérer Ferdinand comme empereur et non plus seulement comme son lieutenant. Ces autres territoires furent dévolus sans la moindre cérémonie. Selon le pacte de famille, Ferdinand devait faire élire Philippe roi de Germanie quand lui-même serait empereur. Mais les vexations que Charles Quint avait fait subir à ses neveux autrichiens en les privant de Milan et des Flandres entraînèrent l'hostilité des grands électeurs du Saint-Empire, et Philippe fut poliment éconduit au profit de Maximilien II, fils de Ferdinand. Sur ces entrefaites, la reine Marie Tudor était morte sans descendance. La couronne d'Angleterre passa à sa demi-sœur Élisabeth, protestante que la défunte reine aurait voulu condamner à mort : le roi Philippe était intervenu en faveur de sa jeune belle-sœur (moindre mal à ses yeux que Marie Stuart promise à François II de France) et la reine avait renoncé à son projet.
Avant son avènement sur le trône d'Espagne en 1556, Philippe II avait vécu quelque temps aux Pays-Bas, à cause du conflit contre la France qui lui barrait la route du retour vers l'Espagne. Après la signature du traité du Cateau-Cambrésis et son mariage avec Élisabeth de France durant le printemps et l'été 1559, il put enfin s'embarquer pour l'Espagne et ne revint jamais dans ses États du Nord.
À la mort de Charles Quint et lorsque Ferdinand devint empereur, Philippe II, qui lui devait hommage pour les principautés belges dépendantes de l'Empire, demanda un délai de huit mois pour s'acquitter de ce devoir. Un délai fut accordé par le diplôme du 24 août 1559 et Ferdinand donna l'investiture requise à Philippe, représenté par don Claudio Fernández Vigil de Quiñones (es), comte de Luna, son ambassadeur à la cour de Vienne, le 13 mai 1560.

#### Mort et succession
Le roi Philippe II meurt le 13 septembre 1598 à l'âge de 71 ans au palais de l'Escurial, après un règne tumultueux de plus de quarante ans.
Le compositeur de musique sacrée Alonso Lobo compose à cette occasion un motet funèbre sur le texte du poème Versa est in luctum, tiré du Livre de Job.
Son fils Philippe (1578-1621) lui succède comme roi d'Espagne sous le nom de Philippe III.

## La défense de la catholicité

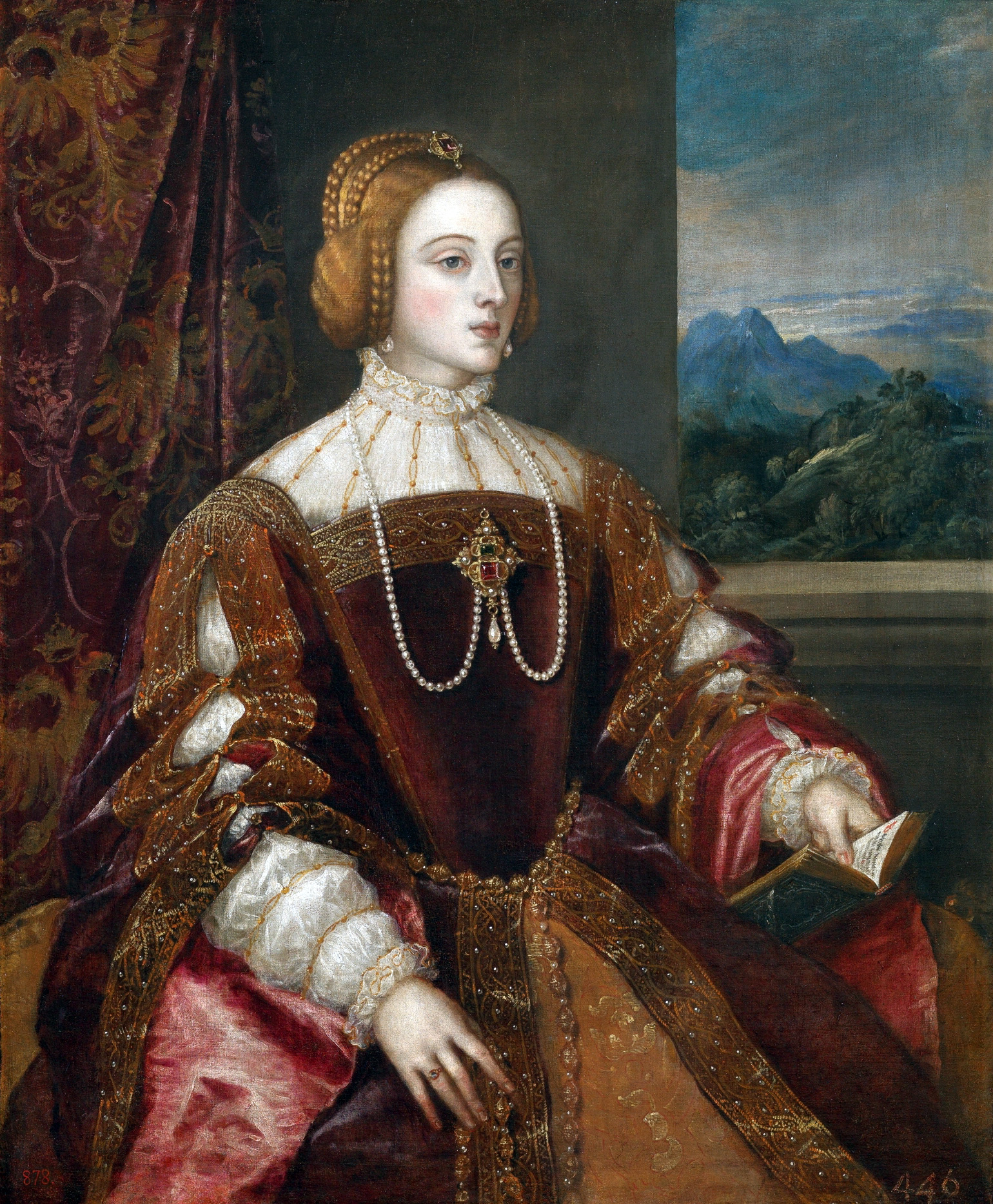
L'impératrice et reine Isabelle, mère de Philippe II et régente des Espagnes (Titien)

Prince élevé à la cour espagnole d'Isabelle de Portugal, fils et héritier des prétentions de l'empereur Charles Quint à réconcilier la chrétienté autour de l'Église romaine, Philippe II est un prince de la Contre-Réforme. La défense de la foi catholique est une véritable clef de voûte de sa politique. Il est ainsi un ardent promoteur de la reprise des discussions au concile de Trente, suspendu depuis 1553.
Dans ses États, il recevra l'œuvre du concile comme des lois fondamentales et pressera l'Église espagnole à mettre en application les réformes tridentines. L'Inquisition maintint sa puissance dans la société espagnole et la conserva encore après lui.

### Relations avec les protestants
Sa diplomatie est empreinte de cette volonté de contre-réforme et cherche souvent à endiguer la progression du protestantisme, comme ce sera le cas en France et dans les Flandres, allant jusqu'à sanctionner sévèrement ses adeptes comme María de Bohórquez, noble exécutée par l'inquisition espagnole le 24 septembre 1559.
Le « roi prudent », ainsi qu'on le surnomme, n'est cependant pas un intégriste oublieux de toute réalité pour faire aboutir son rêve de reconquête catholique. Lors de son règne en Angleterre, il se fait remarquer par sa modération face au zèle de son épouse Marie « la sanglante ». Dès la mort de celle-ci, il préfère demander la main de sa sœur Élisabeth, pourtant notoirement protestante, plutôt que de perdre l'alliance anglaise.
Dans les années 1560, il se brouille même avec le pape Pie IV, notamment à propos du devenir de l'archevêque de Tolède Bartholomée Carranza. C'est seulement dans les années 1580, avec l'implosion du royaume de France et la conquête du Portugal que Philippe II perd cette modération et se lance dans des conflits en dépit de tout sens politique et qui s'avérèrent d'ailleurs bien souvent désastreux.[réf. souhaitée]

### La répression des morisques
Philippe II impose la conversion des morisques.
Il hérite également du rêve de croisade impérial et espagnol et promeut une politique de défiance en Méditerranée vis-à-vis des Turcs et des Barbaresques.
En 1568, de grandes révoltes éclatent en Espagne, en particulier dans le royaume de Grenade. Lors de la révolte des Alpujarras, les morisques, musulmans convertis de force au catholicisme, se manifestent contre la loi leur interdisant l'usage de leur culture et de leur langue.
Le soulèvement des morisques, maté en 1571 malgré l'aide des Ottomans, se terminera par une déportation massive vers le nord de l'Espagne. C'est dans ce contexte que Philippe II forgea avec Venise et Rome une Sainte-Ligue. La flotte espagnole, avec ses alliés vénitiens, écrase la flotte turque à Lépante, mettant fin à la domination turque en Méditerranée. Néanmoins, Tunis est perdue lors du siège de 1574.

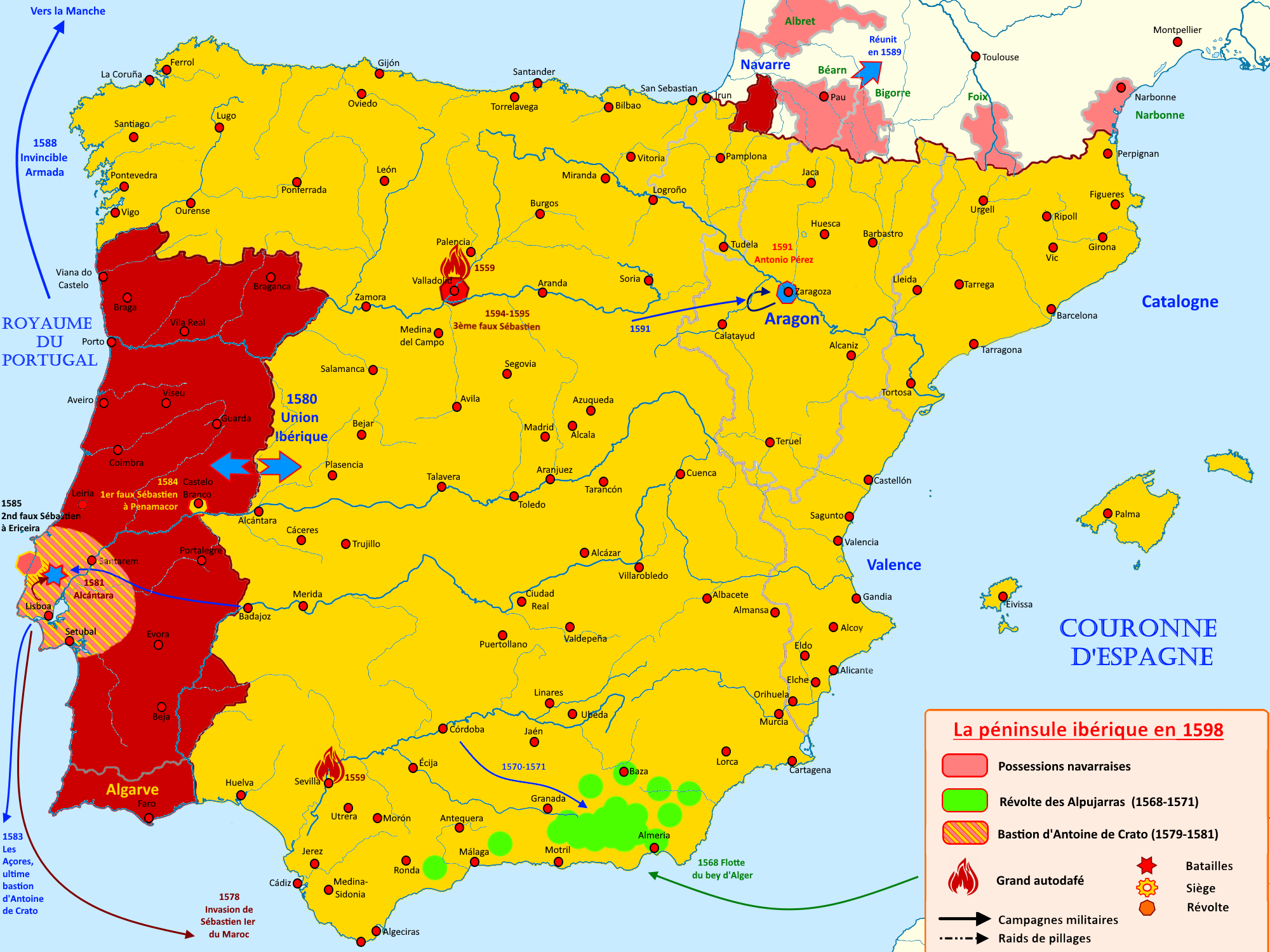
Carte de la péninsule ibérique sous le règne de Philippe II.

## Politique extérieure
La politique extérieure de Philippe II s'appuie sur un réseau d'espions qu'il crée à travers toute l'Europe. Au-delà des ambassadeurs eux-mêmes, des agents aux fonctions variées (artistes, religieux, esclaves, etc.) font circuler des messages codés qui remontent jusqu'au roi lui-même.

### Le conflit avec les Valois
Philippe II poursuit le conflit entamé par son père Charles Quint contre la France. Il s'agit foncièrement d'une rivalité dynastique ancienne de plus d'un siècle et alimentée par trois points de discorde : l'héritage bourguignon des Habsbourg, la domination en Italie, et surtout, à la fin du règne, la succession des derniers Valois.
Son règne commence avec la victoire de Saint-Quentin, en 1557, qui traumatise profondément la France : un nombre impressionnant de grands seigneurs et de princes est capturé, tandis que les troupes des Pays-Bas espagnols sont aux portes de Paris. Après une trêve et deux années supplémentaires de conflit, la France, exsangue, accepte de traiter. La Monarchie catholique, de son côté, n'a qu'un avantage léger et doit procéder à une banqueroute, mais cela suffit à emporter la guerre. La paix est scellée au Cateau-Cambrésis : Philippe II obtient le champ libre en Italie et le statu quo ante est proclamé en Picardie. En outre, il impose au roi de France la rétrocession de ses États au duc de Savoie, cousin de Philippe. Un mariage complète le dispositif : Philippe II épouse Élisabeth de Valois, fille d'Henri II.

Philippe II.

La mort d'Henri II lors des festivités entourant le mariage oriente durablement la suite des relations que Philippe entretient avec la France : le souverain français laisse après lui quatre fils mineurs et en mauvaise santé. Leur faiblesse attise le conflit religieux interne à la France et provoque l'effondrement du royaume sur l'échiquier international. Pendant près de vingt ans, la France ne sera qu'un enjeu secondaire pour Philippe. Si son désir de promouvoir la catholicité explique une partie de ses interventions dans le conflit français, ce qui le motive, c'est essentiellement la guerre dans les Flandres et en Brabant, après l'exécution à Bruxelles des comtes d'Egmont (qui avait été pourtant le vainqueur de la bataille de Saint-Quentin) et de Hornes, les chefs du Compromis des Nobles, porteurs des revendications de la noblesse et du peuple contre la promulgation du Conseil des troubles qui réprime durement les protestants, tout en voulant restreindre l'exercice des libertés locales acquises sous les ducs de Bourgogne et leur descendant Charles Quint, le père de Philippe II. Tous les rebelles n'adhèrent pas au protestantisme. Les nobles principaux des provinces belges sous la direction de Guillaume d'Orange utilisent le royaume de France, mais aussi les États rhénans, comme bases arrière et y possèdent des appuis parfois très haut placés. Le duc d'Alençon est ainsi régulièrement sollicité par les rebelles et les malcontents, tandis que les frères de Guillaume d'Orange, retranché dans les États familiaux de Nassau, fournissent de l'argent et des mercenaires, participant même aux combats. Le problème pour Philippe II n'est pas seulement territorial, ses possessions des Pays-Bas menaçant de lui échapper, mais aussi religieux car il voit d'un très mauvais œil les progrès du calvinisme en France et dans les États du Saint-Empire romain germanique.
Philippe II a cependant conscience que les guerres de Religion peuvent jouer en sa faveur sur le plan géopolitique : une France affaiblie est une rivale de moins pour la monarchie espagnole, situation qui permet à celle-ci d'employer des ressources importantes dans ses conflits en Flandres et en Méditerranée. Par contre, si le royaume de France bascule tout entier dans l'hérésie, ce serait fatalement le début d'une guerre de religion avec la France et, surtout, il ne pourrait qu'en résulter un développement du calvinisme dans les Flandres et en Franche-Comté. Aussi, Philippe II soutient-il le parti catholique français de la faction des princes lorrains.
Sous le règne d'Henri III, on assiste d'une part au retour d'une certaine paix intérieure en France, et d'autre part à une recrudescence des tensions avec l'Espagne. Pour des raisons assez obscures, la reine mère Catherine de Médicis conçoit secrètement le projet d'envoyer une flotte française dans les Açores afin de tenter d'entraver le commerce espagnol vers le Nouveau Monde. Elle en confie le commandement à son neveu, Philippe Strozzi. Les Français à peine débarqués sur l'île Terceira, une importante escadre espagnole se présente. Toute résistance semble dérisoire et de nombreux capitaines suggèrent à Philippe Strozzi d'éviter le combat. Il s'entête et décide d'affronter les Espagnols avec les quelques navires qui lui sont restés fidèles. Ils seront tous détruits et les matelots, considérés comme pirates et non corsaires, pendus (26 juillet 1582). Philippe Strozzi, capturé, ne pouvant se prévaloir d'agir au nom du roi de France, dès lors qualifié de pirate, sera condamné à être attaché à la proue d'un navire et à mourir par noyade. Cette bataille marquait la suprématie de l'Espagne sur la France dans sa colonisation du Nouveau Monde.
Dans les années 1580, quand il devient clair que la maison protestante des Bourbons est en position d'hériter sous peu de la couronne, Philippe II devient plus actif. Il soutient ouvertement la Ligue, les partisans du cardinal de Bourbon et du duc de Montpensier. Il réclame le duché de Bretagne pour sa fille Isabelle au nom des droits qu'avait sa femme Élisabeth de Valois. Il ira même jusqu'à réclamer la couronne de France pour celle-ci pour éviter l'avènement d'un roi huguenot. Les victoires d'Henri IV contre la Ligue et les troupes espagnoles, sa conversion au catholicisme ainsi qu'une troisième banqueroute de la Monarchie catholique amèneront Philippe II à une trêve.

### La révolte des Pays-Bas
Les provinces des Pays-Bas sont un problème pour Philippe II. Ces riches provinces constituaient le moteur de l'empire de Charles Quint, mais Philippe II, élevé en Espagne, s'en est vite éloigné. Après la victoire sur la France à la bataille de Saint-Quentin en 1557 et le traité du Cateau-Cambrésis en 1559, Philippe II quitte les Pays-Bas pour ne jamais y revenir. Une certaine incompréhension émaille ses relations avec ses sujets septentrionaux, qui ne le considèrent pas comme l'un des leurs. Philippe II a été élevé en Espagne, il connaît le français et les réalités de l'héritage bourguignon (comme le collier de la Toison d'or) mais culturellement il ne comprend pas ses sujets des Pays-Bas.
Une fronde apparaît en 1566 et 1567 : c'est le Compromis des Nobles, né à Bruxelles et soutenu par le peuple pour des motifs liés aux tentatives de Philippe II de supprimer les droits acquis au cours des siècles au profit d'une gouvernance directe de l'Espagne. La rébellion prend le titre de « gueux » qui lui avait été décerné par ses adversaires. Philippe II réagit par l'envoi d'une armée et la nomination du duc d'Albe comme gouverneur. La répression commence par l'exécution capitale à Bruxelles de deux des chefs principaux, les comtes d'Egmont et de Hornes, ce qui déclenche un soulèvement qui engendre une guerre civile, la noblesse se divisant en adversaires et partisans de l'Espagne soutenus ou combattus par des factions populaires. Cette situation est favorisée par la conversion au calvinisme d'une partie de la population. Ce qui fait qu'aux revendications politiques de défense des libertés issues des vieilles chartes s'ajoute une opposition religieuse contre le catholicisme défendu avec intransigeance par l'Espagne. La guerre de Quatre-Vingts Ans qui va s'ensuivre finira lorsque Philippe reconnaîtra l'indépendance de la partie nord des Pays-Bas en 1581 sous le nom de Provinces-Unies. Les exploits d'Alexandre Farnèse et de capitaines aussi valeureux que Valentin de Pardieu en face des armées commandées par Guillaume d'Orange et son fils n'ont pu suffire à vaincre la rébellion. C'est l'échec de la politique de Philippe II vouée à maintenir l'unité de l'ancien cercle de Bourgogne, seul le sud de celui-ci, la Belgica Regia, restant soumise à l'Espagne dans un état chronique de rébellion qui allait durer jusqu'au début du XVIIIe siècle.
La révolte des Pays-Bas donne également lieu à l'arrestation du seul héritier de Philippe II par l'Inquisition. Don Carlos avait eu des contacts directs avec des envoyés des Pays-Bas venus défendre le Compromis des Nobles ; son père le fait arrêter, et il est condamné à la prison pour avoir tenté de tuer le roi son père. Il meurt en prison dans des circonstances non élucidées ; Philippe II doit attendre son remariage pour avoir à nouveau un héritier mâle.

### La guerre avec l’Angleterre
En 1558, Marie Ire d'Angleterre décède sans descendance ; c'est sa demi-sœur, Élisabeth Ire, hostile à l'Espagne, qui lui succède sur le trône d'Angleterre et restaure l'anglicanisme instauré par son père Henri VIII.
Dans un premier temps, Philippe II choisit de la soutenir, préférant avoir une protestante sur le trône anglais plutôt qu'une reine française, Marie Stuart, qui mettrait les îles Britanniques à la disposition des Français. De ce fait, malgré des politiques divergentes dans le domaine religieux, le roi d'Espagne a longtemps maintenu l'alliance avec l'Angleterre. Il devait même inciter le pape à ne pas excommunier sa reine.
Les relations entre les deux pays se détériorent dès la fin des années 1560. La chute de Marie Stuart et la guerre civile en France avaient renforcé le poids de l'Angleterre sur l'échiquier international. Il existait plusieurs sujets de frictions entre les deux pays. La reine d'Angleterre accueillait les réfugiés flamands et hollandais persécutés par les troupes espagnoles et fermait les yeux sur les actes de piraterie anglais contre les vaisseaux espagnols.
En 1588, en lutte contre l'Angleterre d'Élisabeth Ire, qui soutient la révolte des provinces des Pays-Bas, il envoie contre elle toutes ses forces embarquées sur une très grande flotte, l'Invincible Armada, mais est contraint d'abandonner le projet de débarquement après la bataille de Gravelines, même si les Espagnols n'ont perdu aucun navire lourd durant le combat. Malgré tout, cette bataille est la seule grande victoire anglaise d'une guerre qui tourne rapidement à l'avantage des Espagnols.

### Roi de Portugal

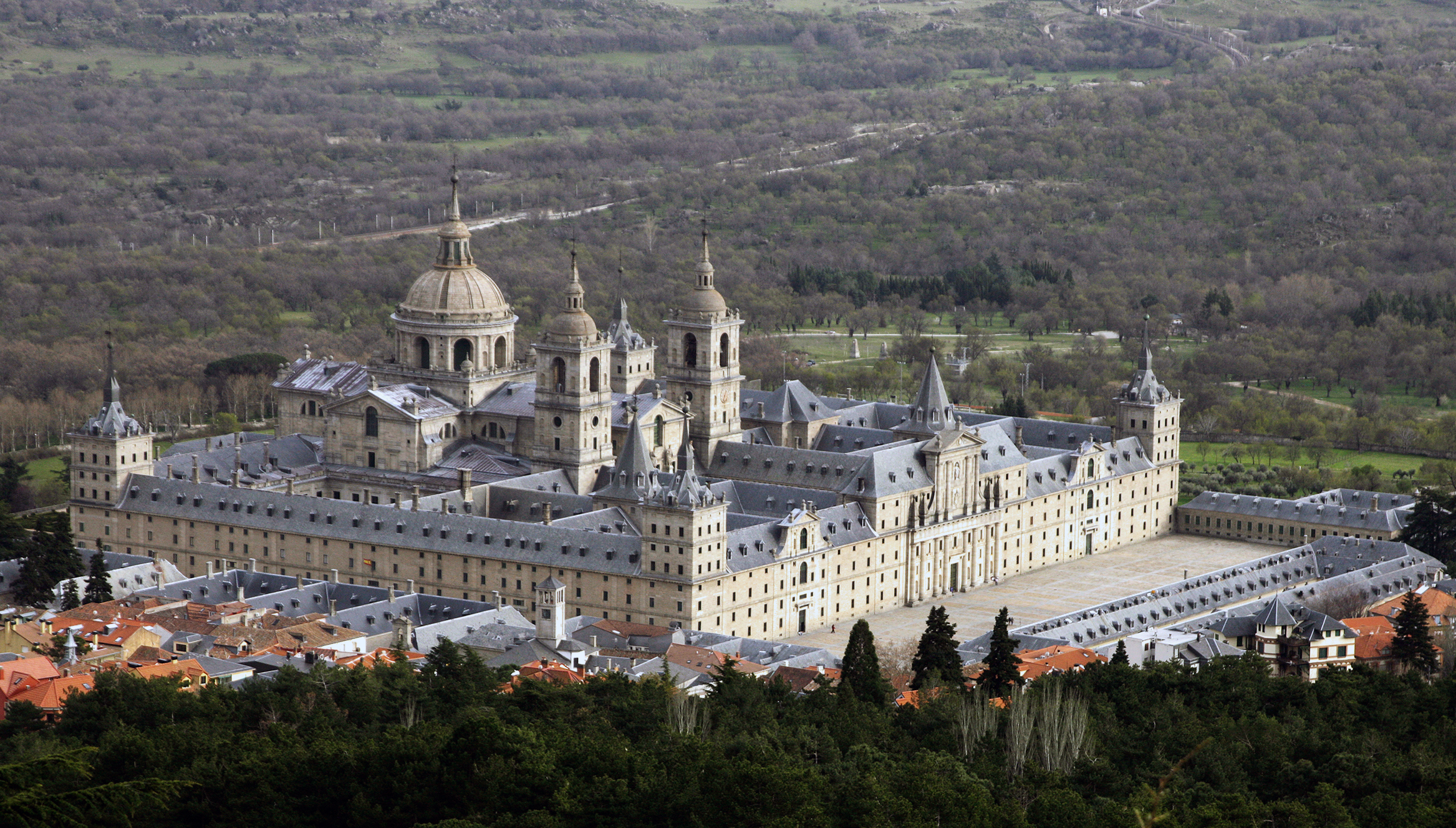
Palais de l'Escurial.

En 1580, après la mort du roi Henri Ier de Portugal (1512-1580), dit Henri le Cardinal, Philippe II d'Espagne, petit-fils légitime de Manuel Ier de Portugal, envoie le duc d'Albe s'emparer par la force du Portugal face au prétendant Antoine, petit-fils illégitime du même Manuel. Philippe devient à son tour roi de Portugal (1580-1598) sous le nom de Philippe Ier. Il fonde alors l'Union ibérique qui tiendra jusqu'en 1640, date à laquelle le Portugal reprend son indépendance.

### Empire colonial
Sous le règne de Philippe II, les Philippines (nommées en son honneur) sont conquises et des colonies sont établies en Amérique du Nord (Floride). Le commerce transpacifique entre l’Asie et l’Amérique (voir le galion de Manille, qui en est le vecteur durant trois siècles) commence en 1565.

## Du «Siècle d'or» à la légende noire
Deux constructions historiques ont été faites du règne de Philippe II. Quoique totalement contradictoires, il faut bien les considérer comme les deux facettes d'une même réalité. C'est la puissance même de l'Espagne qui a nourri sa légende noire, en attisant une guerre idéologique avec ses nombreux ennemis.
Philippe II instaure un système bureaucratique complexe, célèbre par sa lenteur, qui lui vaut les surnoms de rey Papelero et de rey Prudente.

### Le Siècle d’or
Son règne représente alors le sommet de la puissance de l'Espagne, pour laquelle on parle de Siècle d’or.

### Les difficultés économiques
Les richesses affluent d'Amérique, pourtant, à plusieurs reprises, la monarchie espagnole se place dans des situations économiques de crises dues aux banqueroutes. L'assainissement financier traduit la première banqueroute en 1557 puisque Philippe II refuse de payer les dettes de son père. D'autres banqueroutes auront lieu en 1575 et en 1597.

### La légende noire
Philippe II et son règne ont été durablement considérés comme de parfaites illustrations d'un obscurantisme ou d'un retard typiquement espagnols. L'histoire place très tôt le déclin de l'Empire espagnol, quelquefois à la bataille de Lépante ; une autre date retenue est celle de la tentative avortée d'invasion de l'Angleterre appelée Invincible Armada en 1588, une éclatante victoire de l'Angleterre élisabéthaine dans la propagande anglaise, plutôt un naufrage dans les faits. Elle omet souvent de préciser l'échec cuisant de l'expédition Drake-Norreys qui a suivi, deux autres tentatives d'invasion en 1596 et en 1597, égales à la première et la paix défavorable pour l'Angleterre qui a suivi en 1604. L'historiographie sur cette époque est le produit de distorsions de l'histoire, résultat de la propagande anglaise et protestante de l'époque ; mais aussi de celle plus récente publiée aux XIXe et XXe siècles, une période où l'Espagne avait cessé de peser dans l'ordre international, précisément la période où la Grande-Bretagne atteignait son apogée et cherchait des mythes du passé pour créer son identité. Le grand corpus de propagande créa une réalité alternative qui se transforma au fil des siècles en « la défaite de l'Invincible Armada », le grand moment déterminant du nationalisme anglais, avec sa litanie de clichés connexes.

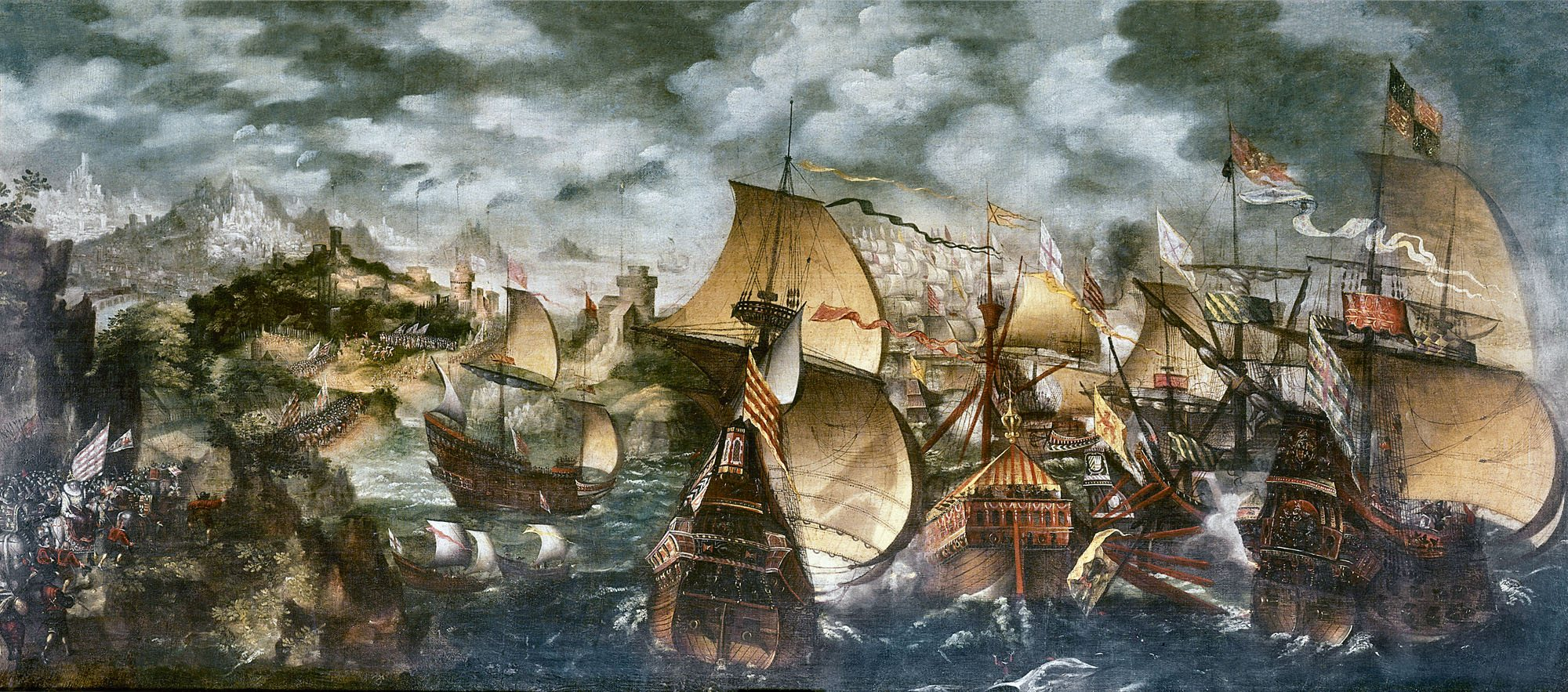
La Bataille de Gravelines (1588), par Nicholas Hilliard. Une bataille serrée telle qu'elle n'a probablement jamais eu lieu.

Le règne de Philippe II fut marqué par une grande rigueur en matière religieuse, politique et sociale. Le plus grand Empire du monde requérait d'autre part une machine bureaucratique stricte qui n'avait pas le loisir de la littérature élogieuse ou disculpatoire qu'a produit à la même époque l'Angleterre élisabéthaine. L'Angleterre avait de séduisant ce que l’Espagne avait de rigoriste : après la défaite de l'Armada Élisabeth Ire, reine d'Angleterre se fait représenter sous les traits de Gloriana, la reine des fées (l'Angleterre de l'époque faut-il le rappeler produit les plus brillants dramaturges, tels William Shakespeare).
La fin du concile de Trente marque également la fin des discussions sur l'orthodoxie catholique : le concile arrête une doctrine et des moyens drastiques pour l'imposer sans contestation. Avec Philippe II on entrait donc dans une nouvelle période de la Contre-Réforme, marquée par une attitude encore plus dure face aux protestants et aux morisques. Dans le même temps, le développement de l'appareil d'État absolutiste et l'augmentation de la charge fiscale pour financer les guerres se traduisent par un durcissement du régime.
La réalité, déjà très dure, a cependant été largement assombrie par la propagande des ennemis de la monarchie espagnole, et la puissance même de l'Espagne et ses nombreuses guerres ont nourri cette légende noire. C'est surtout le conflit acharné dans les Flandres qui a construit celle-ci. Affrontement religieux et politique, il donna lieu à une intense propagande anti-espagnole : face aux états généraux et au royaume d'Angleterre leur allié, l'Espagne aurait été un régime tyrannique, fanatique, agissant contre Dieu et la loi de nature. Philippe II était ainsi présenté comme un prince polygame et pervers, heureux d'exécuter son fils et de se marier avec sa jeune promise (Isabelle de Valois). L'Inquisition espagnole était décrite comme une machine de mort et de torture, en dépit des règles assez strictes entourant l'usage de la torture et du nombre finalement assez faible d'exécutions comparativement à ce qui se pratiquait dans la justice civile dans la seconde moitié du XVIe siècle : d'après le médiéviste Patrick Henriet, « Il ne fait aucun doute qu'au XIIIe siècle, comme encore par la suite, la justice inquisitoriale s'est montrée beaucoup moins expéditive que celle des cours civiles ».
La plupart des arguments qui ont alimenté cette légende noire furent fournis par l'ancien conseiller de Philippe II[réf. nécessaire], Antonio Pérez, passé en France après la découverte de ses malversations.

## Les arts sousPhilippeII
Il semble qu'El Greco vivait auprès de la Cour d'Espagne, quand il reçut la commande de L'Expolio pour la cathédrale de Tolède. En 1579, Philippe II lui commande Le Martyre de Saint Maurice, destiné au palais de l'Escurial, mais ce tableau ne plaît, ni au roi, ni à la Cour, ni à l'Inquisition, qui ne le trouvaient pas assez fidèle à l'esprit du concile de Trente.
Après sa victoire de Saint-Quentin, Philippe II s'est lancé dans un vaste programme architectural dans la sierra de Guadarrama : le palais de l'Escurial. L'architecture de ce palais repose sur des proportions très précises, tirées principalement des recherches de Jean de Bautista de Tolède (1567) et de Juan de Herrera sur la notion de module vitruvien. Ces recherches, constitutives de la Sabiduria Divina, s'appuient sur un recueil de proportions données dans l'Ancien Testament : celles de l'Arche de Noé, du tabernacle et du temple de Jérusalem reconstruit par Salomon,.

## Mariages et descendance

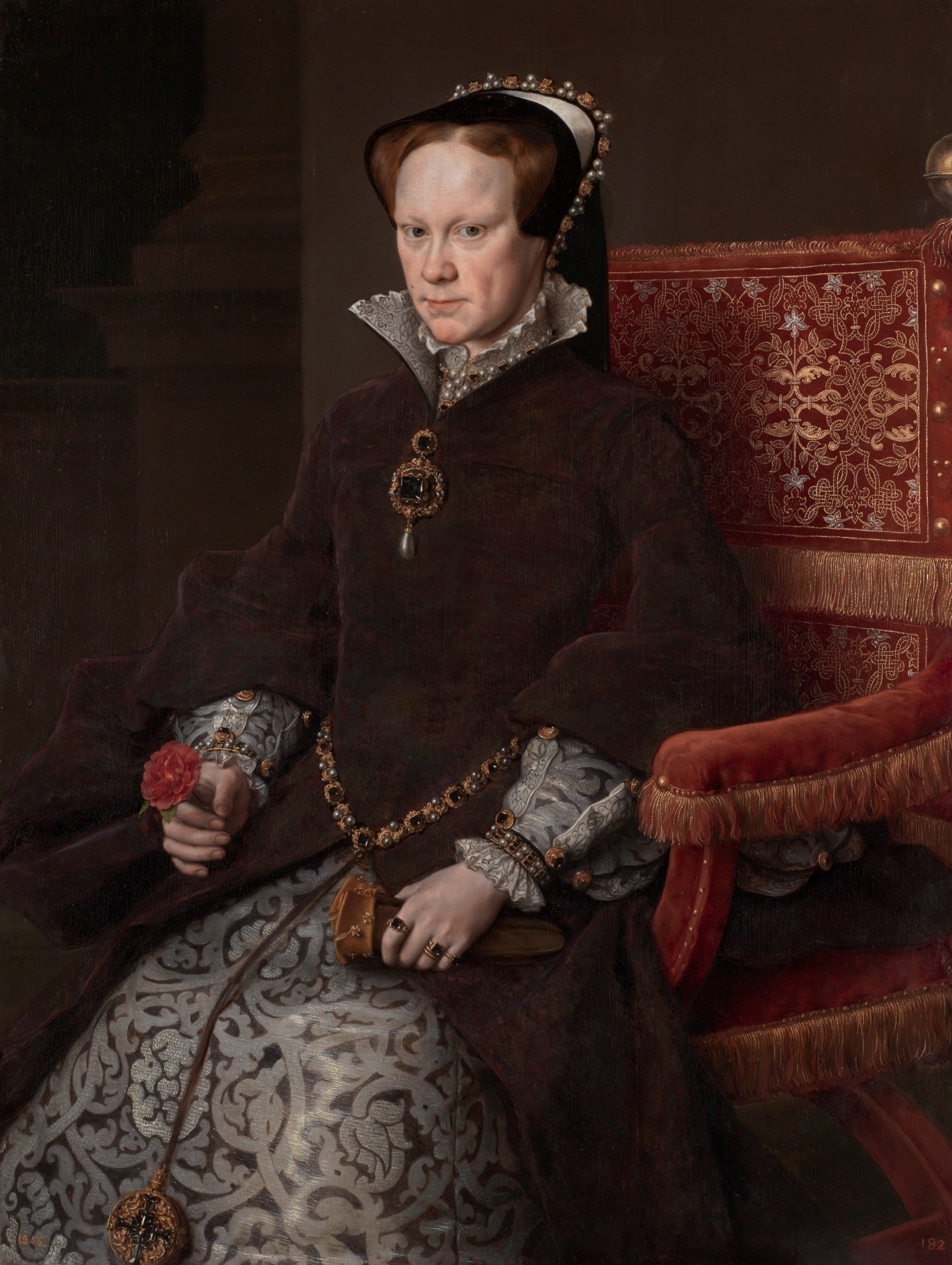
Marie Ire d'Angleterre par Antonio Moro, 1554.

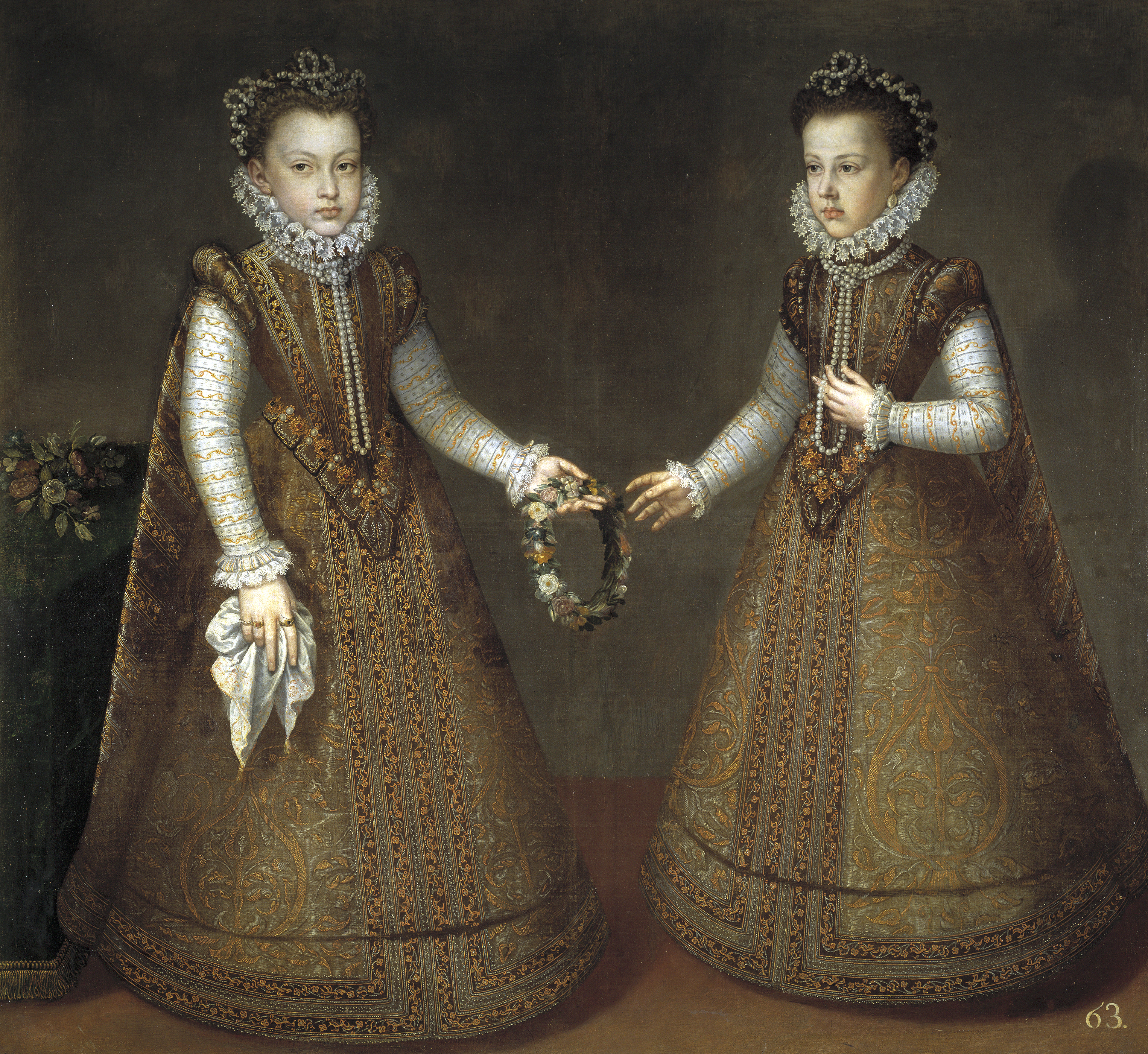
Les infantes Isabelle Claire Eugénie et Catherine Michelle (vers 1575), par Alonso Sánchez Coello.

En 1543, il se marie une première fois avec sa cousine paternelle et maternelle Marie-Manuelle de Portugal, qui meurt en 1545 peu après la naissance de leur unique enfant :
- Charles d'Autriche (1545-1568) (Don Carlos).

En 1554, il épouse en secondes noces une autre cousine paternelle et maternelle, Marie Ire d'Angleterre (1516-1558), nièce de ses deux grands-mères Marie d'Aragon et Jeanne Ire de Castille, fille d'Henri VIII et reine d'Angleterre de 1553 à 1558. Avec l'aide des Espagnols, la reine tente de restaurer le catholicisme, religion de sa mère Catherine d'Aragon, abolie par son père Henri VIII qui a instauré l'anglicanisme.
Il se remarie une troisième fois, le 22 juin 1559, avec Élisabeth de France, fille d'Henri II et de Catherine de Médicis, à la suite du traité du Cateau-Cambrésis entre l'Espagne et la France. C'est durant les festivités de ce mariage que meurt tragiquement Henri II.

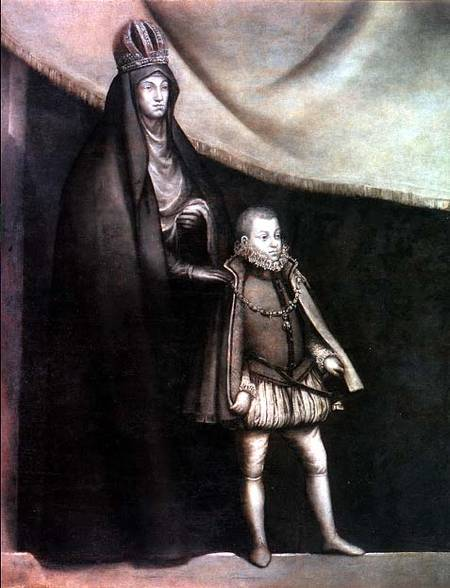
L'impératrice Marie et le prince Philippe qui deviendra Philippe III (roi d'Espagne).

Élisabeth devient reine d'Espagne et met au monde deux enfants :
- Isabelle-Claire-Eugénie (Ségovie, 12 août 1566 - Bruxelles, 1er décembre 1633). Mariée le 18 avril 1599 à l'archiduc Albert de Habsbourg (1559-1621), elle fut gouvernante des Pays-Bas, comtesse de Bourgogne et comtesse de Charolais ;
- Catherine-Michèle (Ségovie, 10 octobre 1567 - Turin, 6 novembre 1597), mariée en 1585 à Charles-Emmanuel Ier (1562-1630), duc de Savoie.

De nouveau veuf en 1568, sans héritier, Philippe II se remarie pour la quatrième fois en 1570 avec sa nièce, l'archiduchesse Anne d'Autriche (1549-1580) — qui était promise à son fils défunt — avec qui il a cinq enfants :
- Ferdinand (1571-1578), prince des Asturies ;
- Charles (1573-1575) ;
- Diego Félix (1575-1582), prince des Asturies ;
- Philippe (1578-1621), prince des Asturies (succédera à son père) ;
- Marie (1580-1582).

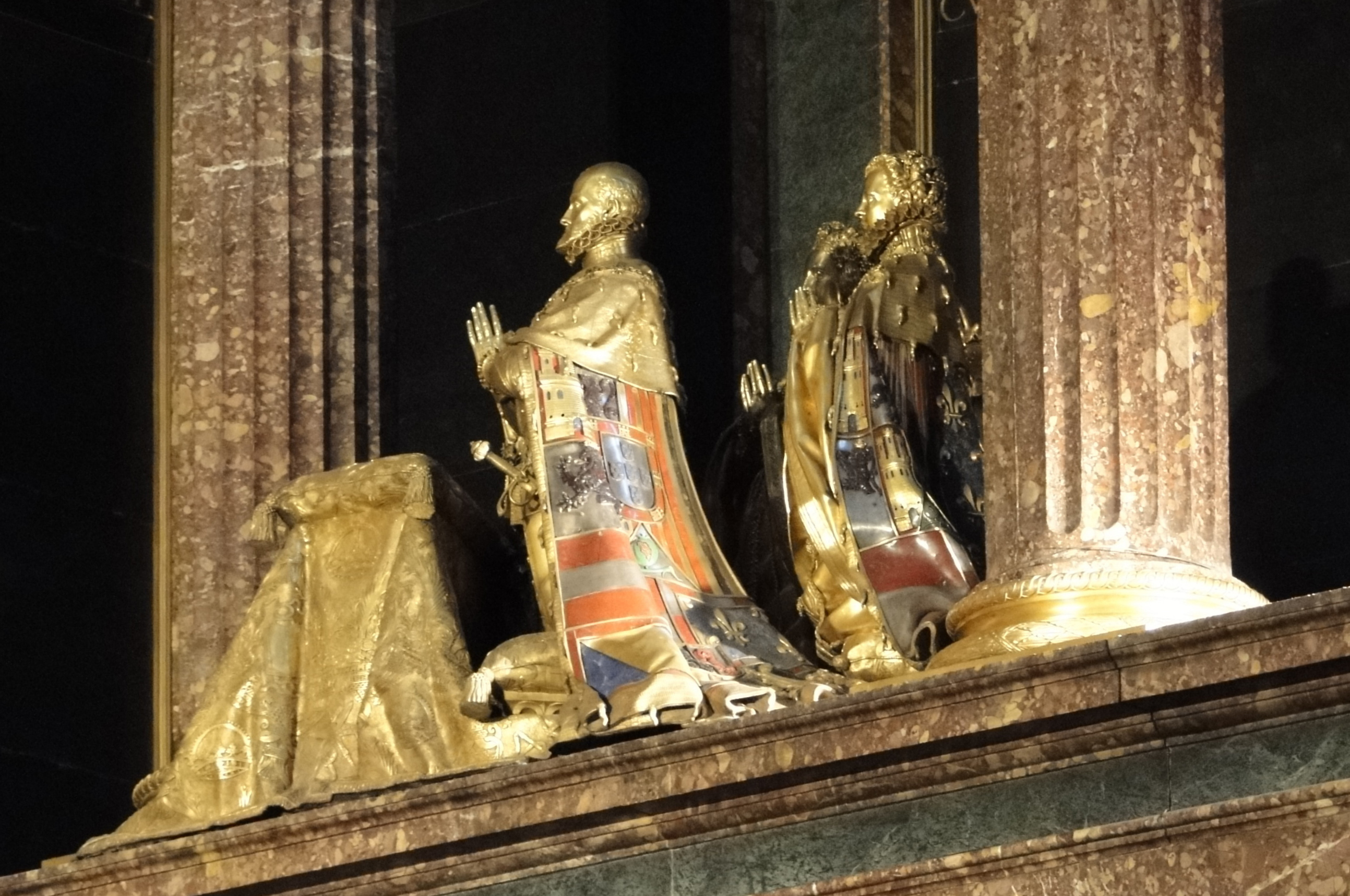
Mausolée de Philippe II dans la basilique de l'Escurial.

À la mort d'Anne en 1580, le roi envisage de se remarier avec la sœur de la reine défunte, l'archiduchesse Marguerite, âgée de 14 ans. Sur le chemin qui la mène en Espagne, la jeune fille choisit d'entrer chez les Clarisses. Le roi, âgé de 54 ans, restera veuf pendant dix-huit ans jusqu'à son propre décès en 1598.

## Héraldique
En raison de sa grande longévité, Philippe II a utilisé une emblématique qui évolue dans le temps. Dans sa jeunesse, et notamment lors du voyage flamand, il utilise deux grands thèmes emblématiques qui le construisent en doublet de son père, l'empereur : la figure herculéenne et celle du roi Salomon. La seconde perdure tout au long de son règne et est notamment utilisée dans la conception de l'Escurial. Cette image en fait, comme Salomon pour David, le fils pacifique et juste du preux et guerrier Charles Quint. L'emblématique bourguignonne conserve une certaine place, étant notamment employée dans la décoration des galères de l'expédition de Lépante. Les devises les plus célèbres qu'on lui connaît sont les suivantes :
- un soleil levant associé à la phrase jam illustrabit omnia (bientôt, il éclairera tout) ;
- un Hercule enlevant à Atlas le poids du monde, avec le mot Ut quiescat Atlas (pour qu'Atlas puisse se reposer) ;
- un temple avec les mots nec spe, nec metu (sans espoir de récompense ni sans crainte).

Comme jeune prince, il a porté le grand écartelé utilisé par son père et son grand-père comme rois des Espagnes. On les retrouve par exemple dans la dédicace de l'Arte de navegar, de Pedro de Medina. À la fin des années 1540, cependant, il simplifie ces armes en utilisant la version réduite introduite par Charles Quint pour les armes impériales, brisées d'un lambel d'argent ou d'azur. Cette décision est sans doute liée à une volonté d'identification à son père, en préparation du voyage flamand de 1548 : elles figurent sur toutes les armures de la commande qui précède ce voyage. Ce modèle au coupé dominera, dans diverses déclinaisons son règne. Lors de son mariage avec Marie Tudor en 1554, il partit ces armes, sans le lambel, avec celles de sa femme, en signe de son nouveau statut de roi consort. La mort de cette princesse quatre ans plus tard met fin à cet usage. Il retrouve alors les armes coupées qu'il portera jusqu'en 1580. Cette année, pour marquer son avènement comme roi de Portugal, il fait ajouter un écu de ce royaume au point d'honneur de ses armes, c'est-à-dire sur le parti des possessions espagnoles.

Prince des Espagnes (avant les années 1545).
Prince des Espagnes (jusqu'en 1554).
Roi consort d'Angleterre (1554-1558).
Roi des Espagnes (1558-1580).
Roi des Espagnes et de Portugal (1580-1598).

## Dans la culture populaire

### Filmographie
- 1923 : Dans le palais du roi de F. Marion Crawford avec Sam De Grasse ;
- 1937 : L'Invincible Armada de William K. Howard avec Raymond Massey ;
- 1940 : L'Aigle des mers de Michael Curtiz de Montagu Love ;
- 1955 : La Princesse d'Eboli de Terence Young avec Paul Scofield ;
- 1956 : The Mayor of Zalamea de Martin Hellberg avec Günther Ballier ;
- 1966 : Le Greco de Luciano Salce avec Fernando Rey ;
- 1967 : Les Aventures extraordinaires de Cervantes de Vincent Sherman avec Fernando Rey ;
- 1971 : Elizabeth R de la BBC avec Peter Jeffrey ;
- 1976 : La Légende de Till l'Espiègle film soviétique de Mosfilm d'Alexandre Alov et Vladimir Naoumov avec Vladislav Dvorjetski
- 1998 : Elizabeth de Shekhar Kapur avec George Yiasoumi ;
- 2007 : Elizabeth : L'Âge d'or de Shekhar Kapur avec Jordi Mollà ;
- 2008 : La Conjuration d'El Escorial de Antonio del Real avec Juanjo Puigcorbé ;
- 2009 : Horrible Histories de Steve Connelly avec Mathew Baynton ;
- 2015 :
  - Carlos, rey emperador de Oriol Ferrer avec Pablo Arbues et Marcel Borràs ;
  - Bill (en) de Richard Bracewell avec Ben Willbond ;
- 2016 :
  - Emperor de Lee Tamahori avec Bill Skarsgård ;
  - Le Ministère du temps de Pablo et Javier Olivares avec Carlos Hipólito.

### Jeu vidéo
Le roi Philippe II apparaît comme le dirigeant de la civilisation espagnole dans le jeu vidéo Civilization VI.